# Like a Virgin
Like a Virgin är det andra studioalbumet av den amerikanska popartisten Madonna, utgivet den 12 november 1984 på Sire Records.
Detta album kom att bli Madonnas internationella genombrott. De främsta låtarna, vilka senare kom att släppas på singel, var "Like a Virgin", "Material Girl", "Angel" och "Dress You Up". Hiten "Into the Groove" fanns inte med ursprungligen när albumet gavs ut, utan lades till senare efter att den varit utgiven som singel. År 2001 gavs skivan ut på nytt med två remixer.

## Låtlista
1. "Material Girl" (Peter Brown, Robert Rans) – 4:00
2. "Angel" (Madonna, Stephen Bray) – 3:56
3. "Like a Virgin" (Tom Kelly, Billy Steinberg) – 3:38
4. "Over and Over" (Madonna, Bray) – 4:12
5. "Love Don't Live Here Anymore" (Miles Gregory) – 4:47
6. "Dress You Up" (Andrea LaRusso, Peggy Stanziale) – 4:01
7. "Shoo-Bee-Doo" (Madonna) – 5:16
8. "Pretender" (Madonna, Bray) – 4:30
9. "Stay" (Madonna, Bray) – 4:07

Återutgåvan 1985
1. "Material Girl" (Peter Brown, Robert Rans) – 4:00
2. "Angel" (Madonna, Stephen Bray) – 3:56
3. "Like a Virgin" (Tom Kelly, Billy Steinberg) – 3:38
4. "Over and Over" (Madonna, Bray) – 4:12
5. "Love Don't Live Here Anymore" (Miles Gregory) – 4:47
6. "Into the Groove" (Madonna, Bray) – 4:47
7. "Dress You Up" (Andrea LaRusso, Peggy Stanziale) – 4:01
8. "Shoo-Bee-Doo" (Madonna) – 5:16
9. "Pretender" (Madonna, Bray) – 4:30
10. "Stay" (Madonna, Bray) – 4:07

Bonuslåtar på 2001 års återutgåva
1. "Like a Virgin" (Extended Dance Remix) – 6:08
2. "Material Girl" (Extended Dance Remix) – 6:07

## Medverkande
| Musiker - Madonna – sång, bakgrundssång - Bernard Edwards – bas - Brenda King – bakgrundssång - Curtis King – bakgrundssång - Lenny Pickett – saxofon - Nile Rodgers – gitarr, synclavier - Robert Sabino – synthesizer - Nathaniel S. Hardy, Jr. – synthesizer - Frank Simms – bakgrundssång - George Simms – bakgrundssång - Dave Weckl – trummor - Tony Thompson – trummor Design - Jeri McManus – art director, design - Jeffrey Kent Ayer – art director, design - Steven Meisel – fotografi - Maripol – stylist | Produktion - Madonna – producent - Stephen Bray – producent - Nile Rodgers – producent - Jason Corsaro – ljudtekniker - Budd Tunick – produktionschef - Bob Ludwig – mastering - Jimmy Bralower – trumprogrammering Skivbolag - Sire Records – skivbolag, amerikansk copyrightägare (1984, 1985) - Warner Bros. Records – amerikansk marknadsförare och distributör (alla utgivningar), skivbolag, copyrightägare (2001) - WEA International – internationell distributör, internationell copyrightägare (alla utgivningar) |

Medverkande är hämtade ur albumhäftet till Like a Virgin.

## Listplaceringar
| Lista (1984–1987) | Topplacering |
| ----------------- | ------------ |
| Danmark           | 22           |
| Nederländerna     | 1            |
| Norge             | 6            |
| Nya Zeeland       | 1            |
| Schweiz           | 3            |
| Sverige           | 3            |
| Österrike         | 3            |